# Octoknema orientalis
Octoknema orientalis é uma espécie de planta pertencente à família Olacaceae. É endêmica da Tanzânia.

## Fonte
- Lovett, J. & Clarke, G.P. 1998. Octoknema orientalis. 2006 IUCN Lista Vermelha das Espécies Ameaçadas.